# تشاو (مجلة)
تشاو (باليابانية: ちゃお، بالروماجي: Chao) هي مجلة مانغا من نوع شوجو للفتيات من عمر 9-13 عاما، تنشرها شركة شوغاكوكان اليابانية، صدرت أول طبعة لها عام 1977.
من الأعمال التي نشرتها المجلة سلسلة مانغا موكا موكا.